# Echinopsis tarmaensis
Echinopsis tarmaensis ist eine Pflanzenart aus der Gattung Echinopsis in der Familie der Kakteengewächse (Cactaceae). Das Artepitheton tarmaensis verweist auf das Vorkommen der Art bei Tarma in der peruanischen Region Junín.

## Beschreibung
Echinopsis tarmaensis wächst strauchig, verzweigt von der Basis aus mit mehr oder weniger aufrechten Zweigen und erreicht Wuchshöhen von bis zu 2 Metern. Die zylindrischen, dunkelgrünen Triebe weisen einen Durchmesser von bis zu 10 Zentimeter auf. Es sind etwa acht Rippen vorhanden, die gekerbt sind. Die auf ihnen befindlichen grauen Areolen sind etwas eingesenkt. Aus ihnen entspringen honigfarbene Dornen, die im Alter vergrauen. Der in der Regel einzelne Mitteldorn steht horizontal ab und ist bis zu 10 Zentimeter lang. Die zwei bis fünf ausstrahlenden Randdornen weisen eine Länge von 1 bis 3 Zentimeter auf.
Die Blüten sind weiß. Ihre Blütenröhre ist lang bewollt. Die Früchte weisen einen Durchmesser von 3 bis 4 Zentimeter auf.

## Verbreitung und Systematik
Echinopsis tarmaensis ist in der peruanischen Region Junín bei Tarma auf Trockenhängen in Höhenlagen von 2800 bis 3000 Metern verbreitet.
Die Erstbeschreibung als Trichocereus tarmaensis durch Werner Rauh und Curt Backeberg wurde 1956 veröffentlicht. Heimo Friedrich und Gordon Douglas Rowley stellten die Art 1974 in die Gattung Echinopsis.

## Nachweise